# Le pistolere
Le pistolere è un film del 1971 diretto da Christian-Jaque, con protagoniste Brigitte Bardot e Claudia Cardinale.

## Trama
Texas, 1888: Bougival Junction è una città francofona guidata da Maria Sarrazin. Arriva in città una nuova famiglia di quattro ragazze, le Miller, in realtà le figlie del fuorilegge Frenchie King, morto impiccato. La figlia maggiore, Luisa, cerca di mantenere vivo il nome del padre, indossando abiti maschili e continuando le sue imprese criminali. Luisa e Maria giungeranno a combattersi per l'illecito possesso di un ranch in cui è stato scoperto un giacimento petrolifero, ma quando entrambe finiscono in prigione, faranno squadra per vendicarsi sugli uomini della città.

## Produzione
Le riprese sono state realizzate in Spagna presso Cascajares de la Sierra, a Burgos e a Tabernas (Andalusia). La scena del duello delle due protagoniste richiese sette giorni di riprese. Il "Little P. Ranch", costruito appositamente per questa pellicola, venne utilizzato per le riprese di altri western negli anni settanta, fra cui Il bianco, il giallo, il nero (1975); finì poi distrutto in un incendio alla fine degli anni '70.

## Distribuzione
La pellicola è stata distribuita in Francia il 16 dicembre 1971 col titolo Le pétroleuses, in Italia il 19 aprile 1972; negli Stati Uniti l'11 gennaio 1973 intitolato The Legend of Frenchie King.

### Home video
Il film è stato distribuito in DVD dalle Dolmen Home Video il 24 giugno 2008.

## Accoglienza
Il film ha ricevuto recensioni generalmente negative. In particolare l'interpretazione della Bardot è stata criticata da Jean Loup Passek, definendola quasi fuori ruolo nelle scene d'azione in esterni; il film fu bollato come "prevedibile, ingenuo e goffo" (Gene Moskowitz sulla rivista Variety) e "sconsolatamente poco divertente" (Tom Milne).